# Vignory
Vignory – miejscowość i gmina we Francji, w regionie Grand Est, w departamencie Górna Marna.
Według danych na rok 1990 gminę zamieszkiwało 335 osób, a gęstość zaludnienia wynosiła 17 osób/km².

## Zabytki

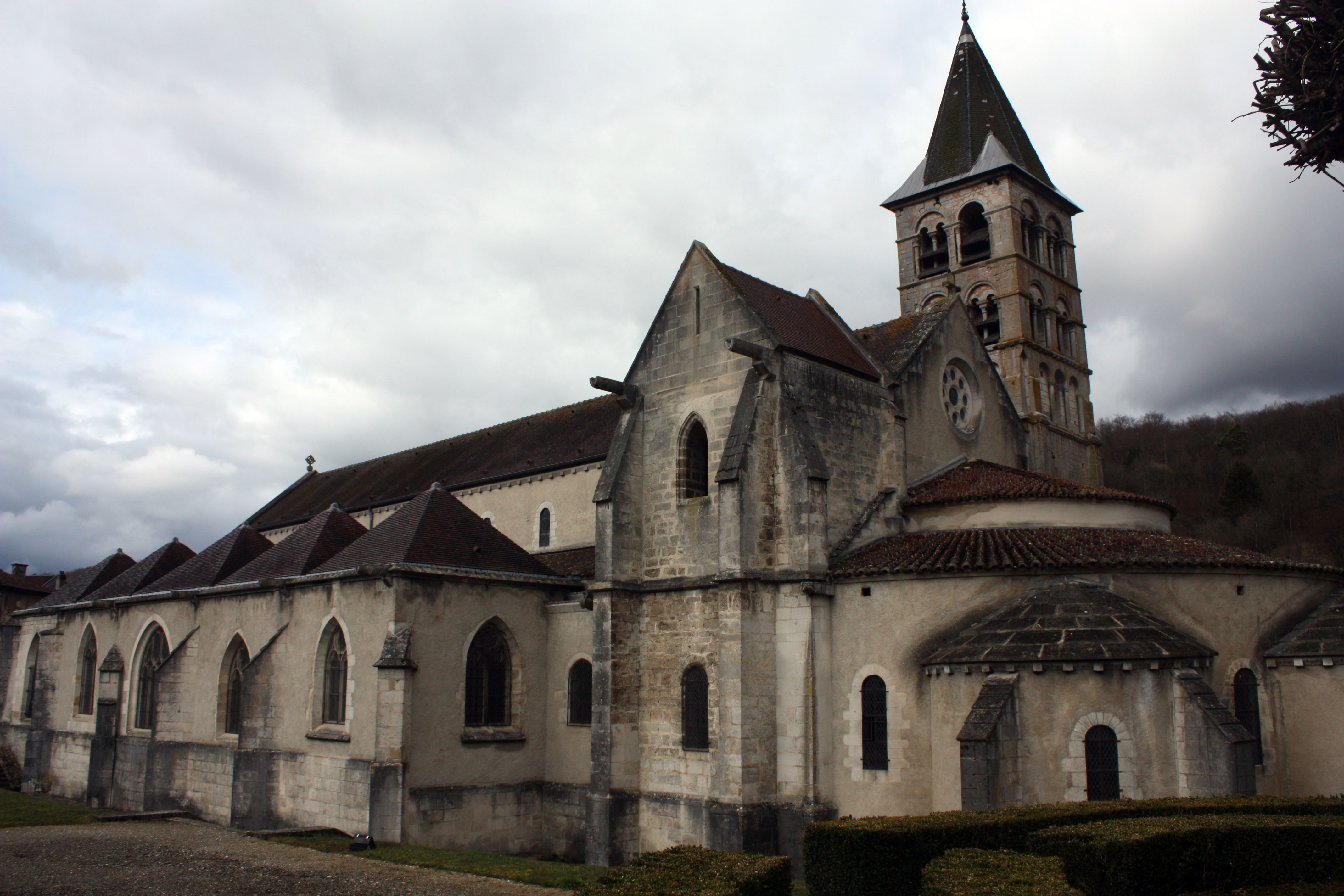
Kościół w Vignory, 2009

- kościół romański z XI wieku[1].